# WEC 4
WEC 4: Rumble Under The Sun foi um evento de artes marciais mistas promovido pelo World Extreme Cagefighting, ocorrido em 31 de agosto de 2002, no Mohegan Sun Casino em Uncasville, Connecticut.

## Background
O evento principal foi a luta entre Aaron Brink e Jeremy Horn.

## Ligações Externas
- WEC 4 results at Sherdog.com